# Język gitxsan
Język gitxsan – zagrożony wymarciem język Indian z rodziny tsimshian.
Posługują się nim tubylcy żyjący nad rzeką Skeena w północno-zachodniej części Kolumbii Brytyjskiej w Kanadzie. Jest blisko spokrewniony z sąsiadującym językiem nisga'a. Słowo gitxsan oznacza dosłownie ludzi znad rzeki Skeena. W 2006 roku językiem miało posługiwać się 1175 ludzi, jednak w 2011 roku liczba ta zmalała do 930.